# Jane Kaczmarek

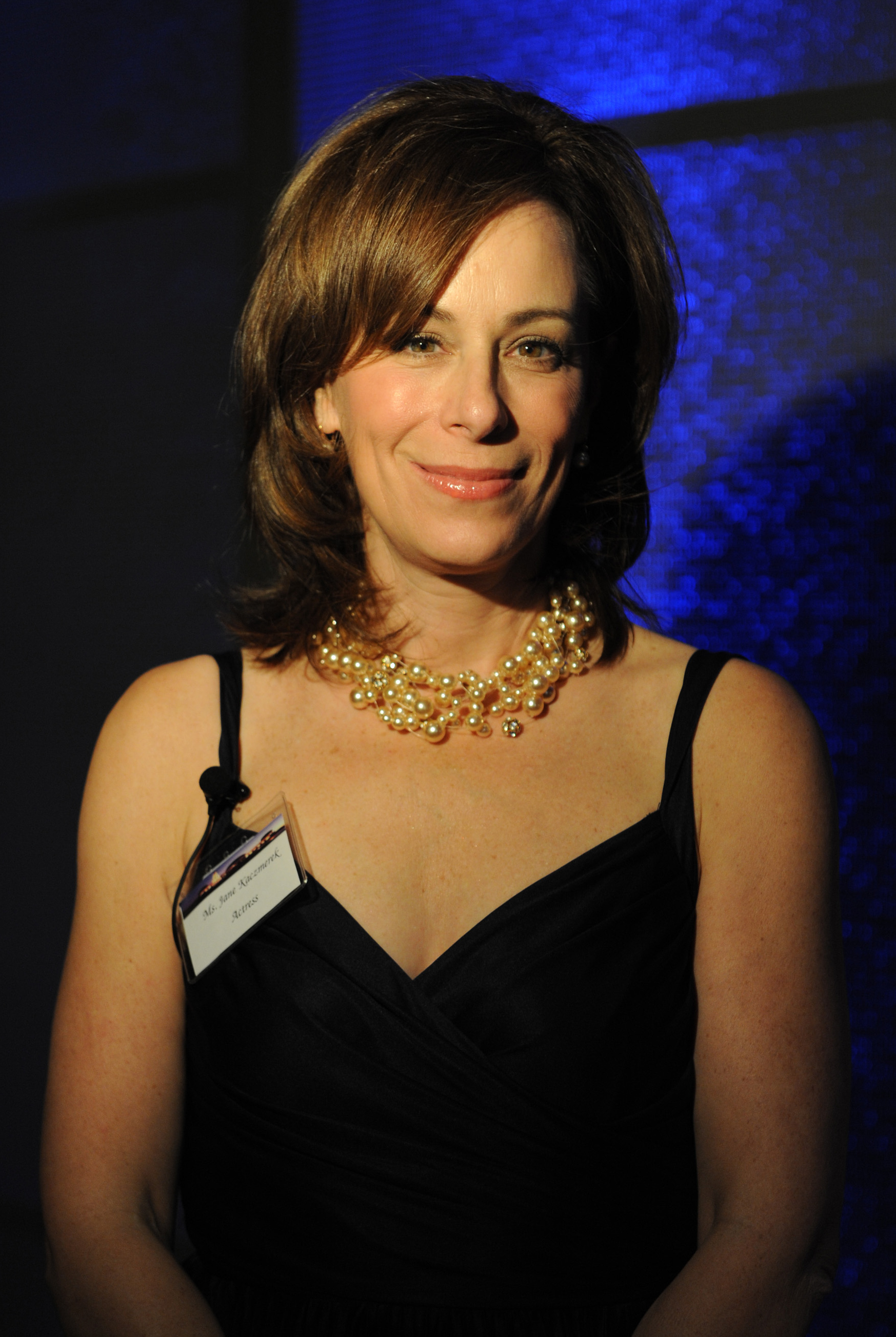
Jane Kaczmarek (2008)

Jane Frances Kaczmarek (* 21. Dezember 1955 in Milwaukee, Wisconsin) ist eine US-amerikanische Theater- und Filmschauspielerin mit polnischen Wurzeln.

## Leben
Kaczmarek studierte an der University of Wisconsin–Madison, wo sie Tony Shalhoub traf, mit dem sie später zum Ensemble der Theatergruppe in Yale gehörte. Sie hatte viele erfolgreiche Auftritte am Broadway in New York City. In Die Simpsons spricht sie die Richterin Constance Harm. Besondere Bekanntheit erreichte sie auch außerhalb der Vereinigten Staaten mit der Sitcom Malcolm mittendrin, in der sie die Rolle der Mutter Lois spielt. In der deutschen Fassung von Malcolm mittendrin wird sie von Martina Treger synchronisiert.
Sie wurde sieben Mal (2000–2006) für den Emmy und 2001, 2002 und 2003 für den Golden Globe Award nominiert; außerdem 2001 und 2003 für den Screen Actors Guild Award. Alle Nominierungen bezogen sich auf ihre Rolle als Lois in der Comedy-Serie Malcolm mittendrin. Gewonnen hat sie keinen der Preise.
Sie war seit 1992 mit dem Schauspieler Bradley Whitford verheiratet. Aus der Ehe gingen drei gemeinsame Kinder hervor. 2009 reichten Whitford und Kaczmarek die Scheidung ein.

## Filmografie
- 1982: I’ll Take Manhattan (Miniserie)
- 1983: Remington Steele (Fernsehserie, Folge 2x04)
- 1983: Agentin mit Herz (Scarecrow and Mrs. King, Fernsehserie, Folge 1x06)
- 1983: Die verwegenen Sieben (Uncommon Valor)
- 1984: Der Liebe verfallen (Falling in Love)
- 1984: Katastrophe auf dem Potomac – Absturz in die eisigen Fluten (Flight 90: Disaster on the Potomac)
- 1984: Wenn’s zweimal klingelt (Door to Door)
- 1984: Die Fälle des Harry Fox (Crazy Like a Fox, Fernsehserie, Folge 1x01)
- 1985: Zurück aus der Vergangenheit (The Heavenly Kid)
- 1986: Stadt in Waffen (The Right of the People)
- 1987: Drei heilige Kamele (The Three Kings)
- 1988: D.O.A. – Bei Ankunft Mord (D.O.A.)
- 1988: Ich bin Du (Vice Versa)
- 1989: Ein Held mit kleinen Fehlern (Spooner)
- 1989: Weekend Warriors (All’s Fair)
- 1990–1991: Equal Justice (Fernsehserie, 22 Folgen)
- 1993: Big Wave Dave’s (Fernsehserie, 6 Folgen)
- 1994: Tod aus dem All (Without Warning)
- 1994: Party of Five
- 1994: Law & Order (Fernsehserie, Folge 4x14: Vertrauensbrüche)
- 1994–1996: Junge Schicksale (ABC Afterschool Specials, Fernsehserie, 2 Folgen)
- 1996: Wilde Nächte – Leidenschaft ohne Tabus (Wildly Available)
- 1996: Apollo 11
- 1996: Cybill (Fernsehserie, 5 Folgen)
- 1996: Die Kammer (The Chamber)
- 1996–1997: Frasier (Fernsehserie, 2 Folgen)
- 1998: Pleasantville – Zu schön, um wahr zu sein (Pleasantville)
- 2000–2006: Malcolm mittendrin (Malcolm in the Middle, Fernsehserie, 147 Folgen)
- 2001: Jenifer
- 2001–2010, 2022: Die Simpsons (The Simpsons, Fernsehserie, 9 Folgen als Richterin Constance Harm)
- 2006–2007: Help Me Help You (Fernsehserie, 6 Folgen)
- 2008–2009: Raising the Bar (Fernsehserie, 23 Folgen)
- 2010: Reviving Ophelia
- 2011: Wilfred (Fernsehserie, Folge 1x07)
- 2011–2012: Alex und Whitney – Sex ohne Ehe (Whitney, Fernsehserie, 3 Folgen)
- 2012–2013: The Middle (Fernsehserie, 2 Folgen)
- 2013: Law & Order: Special Victims Unit (Fernsehserie, Folge 14x11)
- 2014–2017: Playing House (Fernsehserie, 7 Folgen)
- 2016: The Big Bang Theory (Fernsehserie, Folge 9x12)
- 2016: Wolves at the Door
- 2017: CHiPs
- 2017: The Boat Builder
- 2018: 6 Balloons
- 2019: This Is Us (Fernsehserie, Folge 3x03)
- 2019: Mixed-ish (Fernsehserie, Folge 1x14)
- 2020: Killing Eleanor
- 2023: The Changeling (Fernsehserie, 4 Folgen)